# イェデ・バング
イェデ・バング

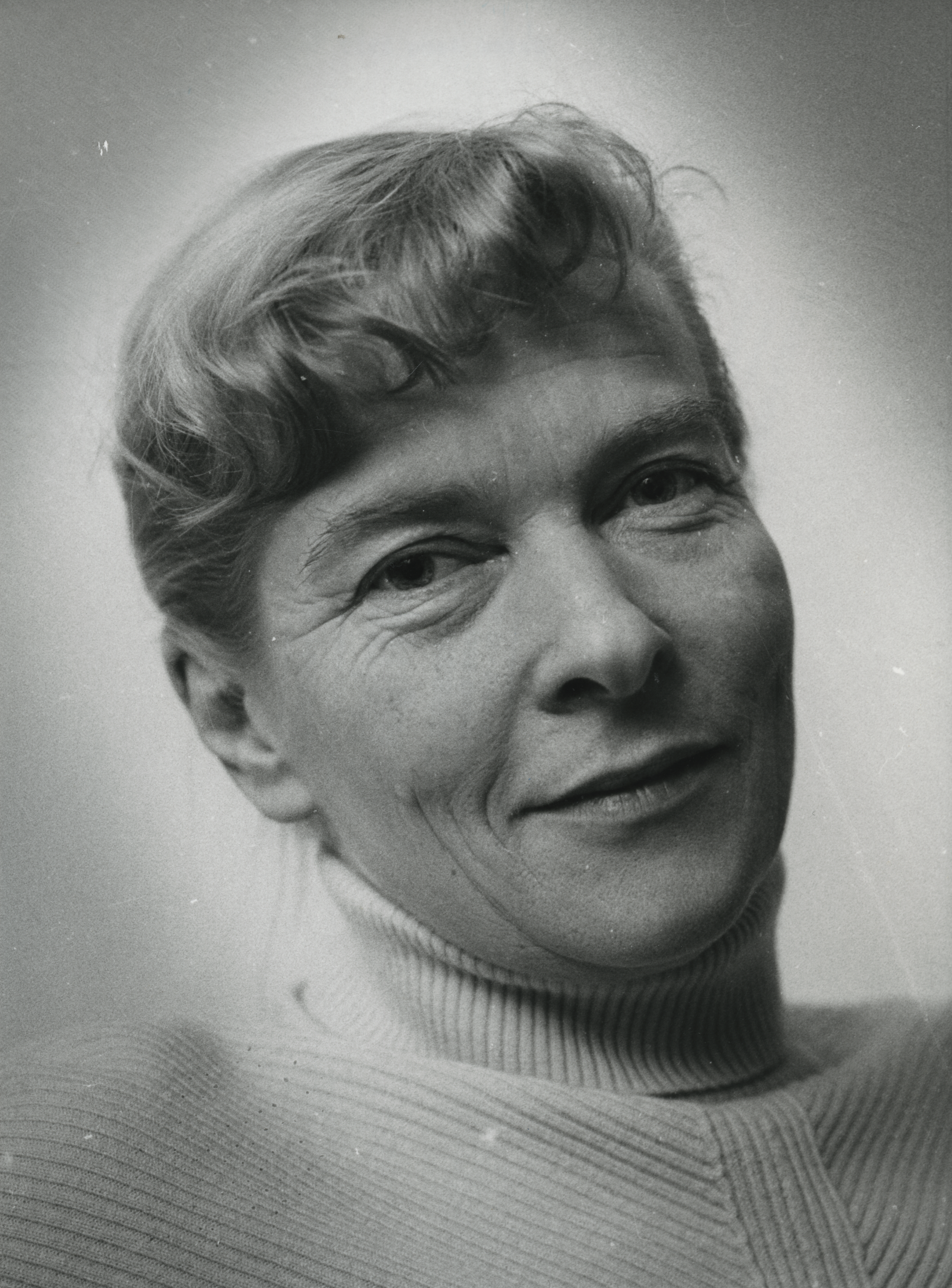
Jette Bang

（Jette Bang、1914年2月4日 - 1964年2月16日）は、デンマーク人の写真家、映画製作者。特に古い文化が消滅する前のグリーンランドで撮影した国土の様子と住民の生活様式を写した膨大な写真と映画で知られる。

## 生涯
タバコ商人の娘として1914年にフレゼレクスベアで生まれたバングは、コペンハーゲンのクリスチャンスハウン地区で育った。コペンハーゲン大学で哲学を専攻し、卒業後は写真会社Jonals Co.で3年間見習いとして働いた。
研修を終えるとグリーンランドのコミュニティを撮影する計画を立て、デンマークのグリーンランド管理局から自費でグリーンランドに行く許可を得た。
1936年に初めてグリーンランドを訪れ、ヨーロッパの影響で消滅し始めていたその伝統的な生活様式を8か月間にわたり撮影した。その結果生まれた400枚の写真は1937年にデンマーク工芸博物館で展示され、その一部は国務大臣トーヴァル・スタウニングの序文を付した彼女の著書「Grønland（グリーンランド）」（1940年）に掲載された。
1938年から1939年の冬に行われた次の探検は、デンマークのグリーンランド管理局の支援としてモーターボート、照明、助手の提供を受け、郵便橇に乗ってメルヴィル湾を横断しチューレ地区のヨーク岬 (グリーンランド)まで旅した。過酷で原始的な環境の下、彼女はグリーンランド人と密接に暮らし、冬のほとんどを地面に掘った僅か4平方メートルの広さの穴の中で過ごした。彼女の旅は啓発的なカラー映画『Inuit（イヌイット）』として結実し、1938年にデンマークで上映された際には芸術作品とみなされた。この映画は2部構成で、古いグリーンランドと新しいグリーンランドを描いていた。
この映画から切り取られた多くのスチール写真は、彼女の著書「30,000 Kilometer med Sneglefart (蝸牛と30,000キロ)」(1941年) に掲載された。写真集「Grønlænderbørn (グリーンランドの子供たち)」(1944年) は、デンマークの小学生に向けた作品となった。
その後もバングは渡航してさらに写真を撮りたいと望んでいたが、第二次世界大戦のために実現できず、戦後になり更に5回グリーンランドを訪れた。グリーンランドの近代的な発展に失望した彼女は、1961年に著書「Grønland」を再出版し、また1938年の上述の映画の更新を試みて撮影旅行を企画していたが、病気のため1962年の旅行が最後となった。
グリーンランド以外にも彼女はピーダ・グロープのバーレーン考古学探検（1959年）に参加し、映画『Beduiner（ベドウィン）』（1962年）の制作に関わった。

## 評価
イェデ・バングはグリーンランド人のクローズアップポートレートを撮影した最初の写真家で、グリーンランドで撮影したその写真は現在では殆ど消滅してしまったグリーンランド人の古い生活様式を記録した唯一の資料とされる。
彼女の写真の多くはヌークのグリーンランド国立博物館とコペンハーゲンの極北研究所（Arktisk Institut）に所蔵されている。

## 著作
- Bang, Jette: Grønland, Forord af Statsminister Stauning, Indledning af Knud Oldendow, Copenhagen, 1940, 189 pp.
- Bang, Jette: Grønland igen, (Billederne reproduceret efter Jette Bangs egne optagelser), Copenhagen: Spectator, 1962, 154 pp.
- Bang, Jette: Grønlænderbørn, Copenhagen, 1944, 31 pp.
- Bang, Jette: 30.000 Kilometer med Sneglefart, Copenhagen: Steen Hasselbalch, 1941, 191 pp.
- Bang, Jette; Ferdinand, Klaus; Korsholm Nielsen, Hans Chr.; Moesgård Museum; National Council for Culture, Arts, and Heritage of the State of Qatar, Den danske ekspedition til Qatar 1959, published by Højbjerg:  Moesgård Museum: S.l.: in cooperation with The National Council for Culture, Arts, and Heritage of the State of Qatar, 2007, 144 pp.

## 映像作品
- Den yderste Ø (1937)
- Inuit (1938) - YouTube
- De frivillige arbejdslejre (1941)
- Ad lange veje (1952)
- Et nyt Grønland (1954)
- En boplads i Østgrønland (1961)
- Beduiner (1962)
- Trommedans i Thule (1964)
- Forår i Sermiligaq (TV 15.4. 1964)